# Національна хокейна ліга
Націона́льна хоке́йна лі́га (НХЛ) (англ. National Hockey League (NHL), фр. Ligue nationale de hockey (LNH)) — перша й наймогутніша професіональна світова хокейна ліга, яка поєднує 32 клуби Північної Америки. Одна зі старіших професійних спортивних ліг. НХЛ налічує дві конференції: 16 команд в Західній та 16 в Східній, котрі розбиті ще на два дивізіони. Поточний комісар ліги (з 1 лютого 1993 року) — Гарі Беттмен.
Перша хокейна ліга у світі. НХЛ засновано в 1917 році у складі чотирьох канадських команд у Квебеку та Монреалі. Відтоді зазнала чимало змін: зараз налічує 32 команди, 25 з яких американські та 7 канадських. Оскільки лігу засновано в Канаді, історично канадські гравці користуються окремими правами. Попри те, що протягом останніх 25 років у лізі зросла популярність американських та європейських гравців (НХЛ поширилася на території США), станом на 2006 рік, більше ніж половина хокеїстів таки родом із Канади.
Після локауту, який призвів до того, що сезон 2004-05 не відбувся, справи у лізі покращилися, почали зростати прибутки.

## Історія

### Від початку до «Великої шістки»
| Монреаль Канадієнс  | 24 |
| Торонто Мейпл-Ліфс  | 13 |
| Детройт Ред-Вінгс   | 11 |
| Чикаго Блекгокс     | 6  |
| Бостон Брюїнс       | 5  |
| Едмонтон Ойлерс     | 5  |
| Піттсбург Пінгвінс  | 5  |
| Нью-Йорк Айлендерс  | 4  |
| Нью-Йорк Рейнджерс  | 4  |
| Нью-Джерсі Девілс   | 3  |
| Тампа-Бей Лайтнінг  | 3  |
| Колорадо Аваланч    | 3  |
| Філадельфія Флайєрс | 2  |
| Лос-Анджелес Кінгс  | 2  |
| Анагайм Дакс        | 1  |
| Вашингтон Кепіталс  | 1  |
| Калгарі Флеймс      | 1  |
| Кароліна Гаррікейнс | 1  |
| Даллас Старс        | 1  |
| Сент-Луїс Блюз      | 1  |
| Вегас Голден Найтс  | 1  |
| Кубок Стенлі        |    |

Після серії диспутів у канадській Національній хокейній асоціації (НХА), які виникли між власником Торонто Блушіртс Едвардом Лівінгстоуном (англ. Edward James Livingstone) та власниками інших клубів — власники «Монреаль Канадієнс», «Монреаль Вондерерс», «Оттава Сенаторс» та «Квебек Бульдогс» зустрілися у готелі Віндсор у Монреалі 26 листопада 1917, щоб обговорити майбутнє НХА. Їхня дискусія призвела до створення Національної Хокейної Ліги. До її складу ввійшли «Канадієнс», «Вондерерс», «Сенаторс», «Бульдогс» та «Блушіртс». Армійська команда 228-ого батальйону, яка базувалася у Торонто, включена не була, оскільки була викликана для участі у бойових діях Першої світової війни. Однак, коли ще до створення НХЛ власники інших команд вимагали від Лівінгстоуна продати свою команду, — Едвард домовився з адміністрацією стадіону Торонто «М'ючуел Стріт Арена» про опіку над його командою. Відтак «Блушіртс» змінили назву на «Торонто Арінас», а самого Лівінгстоуна вигнали з НХА.
У 1917 відбувся перший сезон НХЛ. «Квебек Бульдогс» не брали участі в перших двох сезонах через фінансові негаразди. 2 січня 1918 року Вестмаунт-Арена у Монреалі, яка була домашньою для «Канадієнс» та «Вондерерс», була зруйнована пожежею. Через це «Вондерерс» залишили лігу, провівши всього 6 матчів (1 перемога та 5 поразок). Таким чином, у перших двох сезонах участь брали лише три команди. Попри те, що Лівінгстоун був вигнаний з ліги, одна з його ідей — розбиття регулярного сезону на два етапи — прижилася і була поєднана з системою плей-оф. «Торонто Арінас» стали першою командою, яка завоювала Кубок Стенлі.
Лівінгстоун намагався отримати свою частину прибутку від «Арінас», але зазнав невдачі — і подав позов до команди та ліги. Тяготи Едварда з командою тривали навіть у 30-х роках, особливо коли команду перейменували на «Торонто Сент-Патрікс», а потім на «Торонто Мейпл-Ліфс». Це протистояння перетворилося у боротьбу з НХЛ. Іронія долі: людина, від якої НХЛ намагалася позбутися всіма силами, зробила НХЛ справжньою лігою.
Попри те, що перше десятиріччя свого існування ліга витрачала багато сил на те, щоб залишитися хоча б у бізнесі, команди НХЛ були дуже успішними на льоду: вони вигравали Кубок Стенлі сім з дев'яти перших розіграшів (сезон 1918-19 не відбувся через епідемію грипу у Сіетлі).

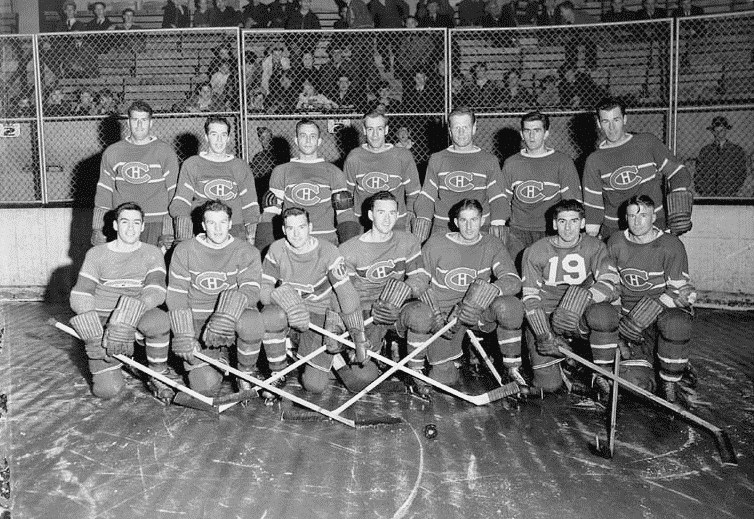
«Монреаль Канадієнс» у 1942 році.

У той час Кубок Стенлі розігрувався між переможцем НХЛ та переможцем Асоціації хокею тихоокеанського узбережжя. 1926 року НХЛ підняла зарплати своїх гравців до такого рівня, до якого не могли дотягнутися інші північноамериканські хокейні ліги, і стала сама розігрувати Кубок Стенлі.
Ліга поширилася: у 1924 році до неї приєдналися «Бостон Брюїнс», у 1925 — «Нью-Йорк Амеріканс» та «Піттсбург Пайрітс», у 1926 — «Нью-Йорк Рейнджерс», «Детройт Кугс» (у майбутньому «Детройт Ред-Вінгс») та «Чикаго Блекгокс». Наприкінці сезону 1930-31 у НХЛ загалом грало 10 команд. Проте Велика Депресія завдала відчутного удару лізі: «Пайрітс» та «Амеріканс» розформувалися, навіть «Сенаторс» були вимушені покинути лігу через фінансові труднощі після переїзду в 1934 р. до Сент-Луїсу. Команди, що грали у лізі протягом 25-ти років з 1942 року, відомі досі як «Велика шістка» (англ. Original Six): «Монреаль Канадієнс», «Торонто Мейпл-Ліфс», «Детройт Ред-Вінгс», «Бостон Брюїнс», «Нью-Йорк Рейнджерс» та «Чикаго Блекгокс». Друга світова війна багатьом гравцям дала шанс спробувати свої сили у професіональному хокеї, але після її закінчення вони були вимушені перейти у нижчі ліги.

### Розширення: 1967 рік та пізніше
У середині 1960-х років у молодших лігах, особливо на заході США, виникають команди, які можуть грати з командами НХЛ на рівних. Посилення Західної хокейної ліги, якій спеціалісти пророкували трансформацію у лігу рівня НХЛ, а також фінансові міркування керівництва НХЛ, змусило їх розширитися вперше з 1926 року. До ліги було включено шість нових команд, які заснували новий дивізіон: «Філадельфія Флайєрс», «Сент-Луїс Блюз», «Міннесота Норз-Старс», «Лос-Анджелес Кінгс», «Окленд Сілс» та «Піттсбург Пінгвінс». Через три роки до ліги влилися «Ванкувер Канакс» та «Баффало Сейбрс»
У 1972 році було сформовано Всесвітню хокейну асоціацію (ВХА). Хоча ВХА ніколи не вносила пропозиції НХЛ щодо сумісного розіграшу Кубку Стенлі, але всі визнавали силу цієї ліги та вважали її гідним конкурентом НХЛ. У зв'язку з цим НХЛ вирішила терміново продовжити політику розширення, — і приєднала до ліги «Нью-Йорк Айлендерс» у 1972 році, а «Канзас-Сіті Скаутс» та «Вашингтон Кепіталс» — у 1974. Проте збільшення числа команд призвело до зниження загального рівня гри. Окрім цього, господарювання на світовій арені радянського хокею показало невисокий рівень багатьох гравців НХЛ та ВХА. Ці ліги боролися за сильних хокеїстів аж до закриття ВХА у 1979 році. Чотири команди ВХА влилися до НХЛ: «Гартфорд Вейлерс», «Квебек Нордікс», «Едмонтон Ойлерс» та «Вінніпег Джетс». «Ойлерс» — єдина команда ВХА, яка зберегла свою назву та базування до сьогодні, у той час як інші три переїхали до інших міст та змінили назви: з 1997 року «Гартфорд Вейлерс» — «Кароліна Гаррікейнс», з 1996 «Квебек Нордікс» — «Колорадо Аваланч», та «Вінніпег Джетс» — «Аризона Койотс».
Після періоду стабільності у 80-х роках, НХЛ прийняла 11 нових команд за 30 років. 1991 року ввійшли «Сан-Хосе Шаркс», у 1992 повернулися «Оттава Сенаторс» та влилися «Тампа-Бей Лайтнінг». Комісар ліги з 1 лютого 1993 року — Гарі Беттмен саме за його керування ліга розширилась до 32-х клубів. 1993 року НХЛ отримала дві нові команди: «Майті Дакс оф Анагайм» та «Флорида Пантерс». Наступними прийшли «Нашвілл Предаторс» у 1998, «Атланта Трешерс» у 1999, «Міннесота Вайлд», «Колумбус Блю-Джекетс» у 2000 році, «Вегас Голден Найтс» в 2018 році та «Сіетл Кракен» приєднався в 2021 році — завершивши сучасне формування ліги до 32 команд.
Хоча хокей дуже популярний у США та Канаді, особливо на півдні США, він менш популярний ніж бейсбол, баскетбол та американський футбол.

## Локаути
За всю свою історію у НХЛ відбулися три локаути гравців та один страйк. Першим був страйк у квітні 1992 року, ініційований профспілкою гравців НХЛ — Асоціацією гравців НХЛ (англ. The National Hockey League Players' Association (NHLPA)). Він почався наприкінці сезону та тривав 10 днів. Ігри, які проходили у цей час були перенесені.
Локаут сезону 1994/95 розтягнувся на 3 місяці, унаслідок чого кількість матчів для кожної команди скорочено до 48 замість звичних 84. Протягом скороченого сезону команди не грали між конференціями. Договір між профспілкою та лігою було укладено до 1998 року — проте пізніше його продовжено до 15 вересня 2004 року.
Перемови про нову угоду, які почалися у 2004 році, перетворилися на один із найгостріших конфліктів між роботодавцями та гравцями в історії світового спорту. Ліга пропонувала встановити для клубів загальну планку заробітної плати — та профспілка всіма силами протистояла цьому. Без ухвалення рішення комісіонер ліги Гаррі Бетмен був змушений скасувати сезон 2004/05. У результаті НХЛ стала першою професійною спортивною лігою Північної Америки, яка втратила цілий сезон через трудову суперечку. У червні 2005 року угоду підписано на умовах ліги: планка зарплат усе-таки була встановлена. Ігри НХЛ відновилися аж у жовтні 2005 року.
Четвертий локаут оголошений 16 вересня 2012 року, після того, як ліга та профспілки не змогли укласти нову колективну угоду. Локаут завершився на початку січня і 19 січня 2013 року стартував сезон 2012 — 2013 років.

## NHLPA

Логотип NHLPA

Асоціація гравців НХЛ (АГНХЛ) — це профспілка, яка представляє інтереси гравців у НХЛ: її членами є самі гравці НХЛ. Асоціацію створено у червні 1967 року: першим її президентом став Боб Пулфорд, а Алан Іглзон — першим керівником. Штаб-квартира АГНХЛ міститься в Торонто.
У 1971 році Асоціація хокеїстів НХЛ впровадила «Нагороду Лестера Пірсона», яку щорічно вручають найкращому гравцеві за версією самих хокеїстів. Приз впроваджено на честь екс-прем'єр-міністра Канади.
З АГНХЛ пов'язані всі три локаути НХЛ. Після другого, який скоротив сезон 1994—95 до 48 матчів, АГНХЛ у 1995 році підписала колективну угоду про умови праці, яку продовжили до 15 вересня 2004 року. НХЛ та АГНХЛ не змогли домовитися щодо нових умов договору, внаслідок чого сезон 2004—05 був повністю відмінений. Через два місяці після початку локауту профспілка почала виплату «допомоги з безробіття» своїм членам — по 10 000 доларів США на місяць. Ці гроші хокеїсти самі заощаджували у спеціальний фонд профспілки протягом декількох років.

## Структура сезону

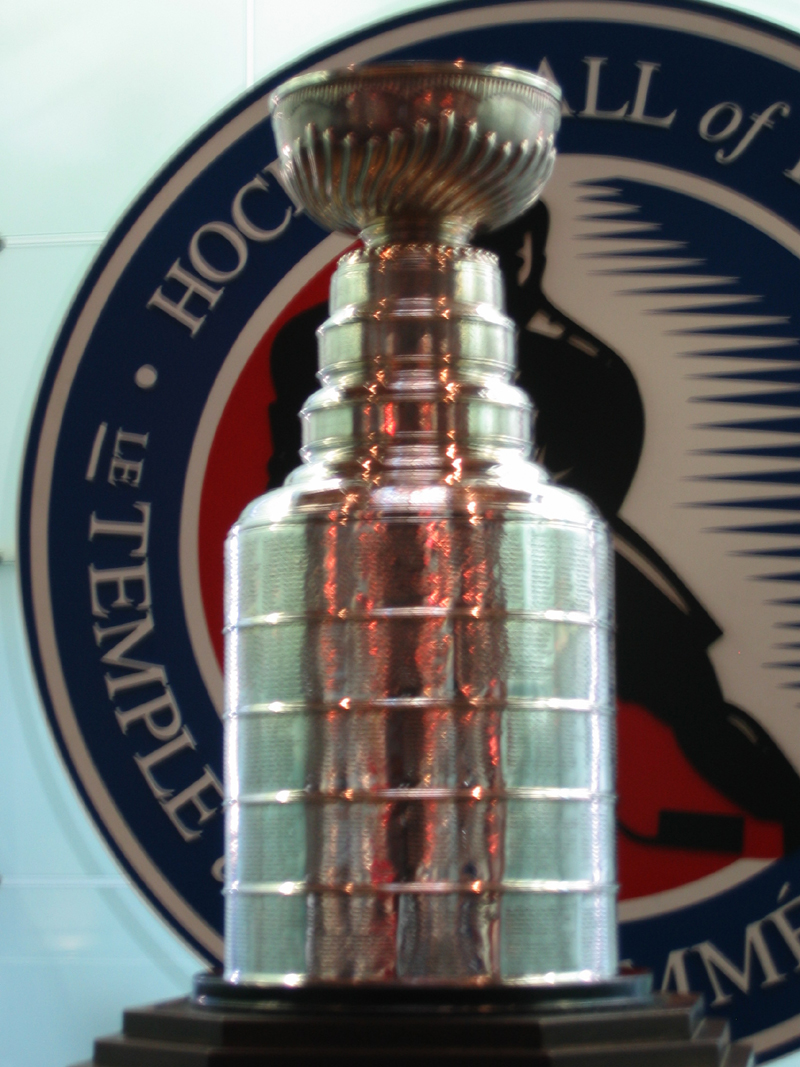
Кубок Стенлі, який виставлено у Залі хокейної слави в Торонто

### Регулярний сезон
НХЛ складається з двох конференцій — Східної та Західної. У кожній конференції по три дивізіони: у регулярному сезоні кожна команда зіграє по 82 гри — 41 вдома та 41 на виїзді. До локауту 2004—05 команди грали щонайменше одну гру з кожною іншою командою ліги. Проте, починаючи з сезону 2005—06 правила змінилися. Команди стали грати лише 10 ігор з командами з іншої конференції — по одній грі з командами двох з трьох дивізіонів протилежної конференції. 40 ігор команди грають проти команд свого дивізіону. 32 гри граються кожною командою проти команд свого дивізіону (8 проти кожної). За перемогу команда отримує два очки, одне очко команда отримує за поразку в овертаймі чи за булітами та нічию, та жодного за поразку в основний час. Після закінчення сезону команда, яка набрала найбільшу кількість очок у дивізіоні стає чемпіоном дивізіону (враховуючи очки від ігор проти усіх команд ліги, а не лише свого дивізіону). Переможці дивізіонів та ще 5 найкращих команд із кожної конференції потрапляють до плей-оф та розігрують Кубок Стенлі.

### Плей-оф
Плей-оф Кубка Стенлі — це турнір на вибування, у якому команди грають серії матчів до чотирьох перемог (отже, максимальна кількість ігор у серії — сім). Якщо основний час матчу завершується у нічию, грається овертайм до першої закинутої шайби. Овертайми граються як повноцінні двадцятихвилинні періоди, у яких грають 5 на 5 гравців, на відміну від овертаймів матчів регулярного сезону, які граються п'ять хвилин 3 на 3 польових гравці. Овертайми плей-оф, окрім цього, не завершуються серією штрафних кидків, як  в основному сезоні, а тривають до тих пір, поки одна з команд не заб'є переможний гол. Команда, яка зайняла вище, якщо порівняти з суперником, місце за результатами матчів регулярного сезону, має перевагу: грає на одну гру більше на домашньому льоду. Перша, друга і, якщо потрібно, п'ята та сьома ігри проводяться на арені цієї команди, а інші — на льоду команди, яка зайняла нижчу позицію у регулярному сезоні.
У серії плей-оф усі ігри до фінального матчу за Кубок Стенлі граються у межах однієї конференції, тобто команди з протилежних конференцій не грають між собою. Пари вибудовуються так, що команда-лідер конференції грає з найслабкішою командою конференції у зоні плей-оф (8-ма за результатом регулярного чемпіонату), друга з сьомою і так далі. Команда, яка виграє плей-оф від конференції, проходить до фіналу розіграшу Кубка Стенлі та стає переможцем конференції.

### Матч всіх зірок
Матч всіх зірок НХЛ проводиться щорічно, починаючи з 1947 року. Раніше, як правило, зі збірною зірок зустрічалися володарі кубку Стенлі. З 1969 року у цих матчах брали участь збірні Східного та Західного дивізіонів, а з 1975 по 1993 збірна групи Кларенса Кемпбела грала зі збірною групи Принца Вельського. Починаючи з 1994 року, у зв'язку з реорганізацією ліги, матчі проводилися вже серед команд Східної та Західної конференцій. 1998 року ліга ухвалила рішення про проведення матчів між збірними Північної Америки та Всього іншого світу. Такий поділ існував до 2002 року, коли НХЛ повернулася до старої системи — Схід та Захід.
Матч всіх зірок за більш, ніж 60 років своєї історії, не проводився 5 разів. У 1979 та 1987 через проведення матчів з радянськими клубами, у 1995 та 2005 через локаут, а у 2006 році через зайнятість гравців на Олімпійських іграх в Турині. Найкращим бомбардиром матчів усіх зірок є Вейн Ґретцкі, на рахунку якого 25 очок за 18 зіграних матчів. Маріо Лем'є зіграв 10 матчів, проте має у своєму активі на два пункти менше.
Також відома Зимова класика НХЛ, яка проводиться щороку 1 січня.

### Драфт
Драфт НХЛ — це щорічне поповнення клубами свого складу найкращими американськими, канадськими та європейськими юніорами та хокеїстами старшого віку. Вперше любительський драфт було проведено у 1963 році. Було дозволено приймати юніорів не молодших за 17 років. У сезоні 1968—69 дозволили обирати гравців зі всього світу. Через 11 років мінімальний вік для юніорів став 18 років.
Право обирати першим має найслабкіша команда НХЛ за результатами регулярного сезону, який пройшов. Далі обирає передостання і т. д. Після того, як всі клуби оберуть по одному гравцеві, у тій же ж послідовності починається другий раунд, потім третій і т. д.

## Команди
Національна хокейна ліга у 1917 році налічувала 4 команди. Але, поширюючись, постійно змінювала кількість команд. Унаслідок перейменувань та переїздів клубів, НХЛ нині налічує 31 команду, 24 з яких базуються у США — та сім у Канаді. «Монреаль Канадієнс» — найуспішніша команда, яка вигравала Кубок Стенлі 24 рази. З чотирьох Старших спортивних ліг Північної Америки, «Канадієнс» за числом перемог поступаються лише «Нью-Йорк Янкіс» зі Старшої ліги бейсболу, які мають 26 перемог. Наступна за успішністю команда — «Торонто Мейпл-Ліфс» з 13 перемогами, — але вони не вигравали чемпіонат з 1967 року. «Детройт Ред-Вінгс» з 11 перемогами Кубку Стенлі є найуспішнішою командою США. Найдовшу серію перемог має «Монреаль Канадієнс», які вигравали Кубок Стенлі усі сезони з 1955—56 до 1959—60. «Нью-Йорк Айлендерс» (1980–1983) та «Монреаль Канадієнс» (1976–1979) мають чотирирічну серію перемог. Склад «Монреаль Канадієнс» у 1977 році, який другий раз з чотирьох перемог у серії, здобув Кубок Стенлі був названий другою великою спортивною командою світу всіх часів, за версією телеканалу ESPN (Entertainment and Sports Programming Network).
З усіх Старших ліг Північної Америки, НХЛ — єдина ліга де борються команди зі столиць двох країн — Оттава та Вашингтон.
Сучасна організація ліги поділяє команди на дві конференції: у кожній по три дивізіони, — і кожному із них по п'ять команд. Шість дивізіонів було прийнято регламентом ліги у сезоні 1998-99, а остаточне формування завершилося у сезоні 2000-01, коли в НХЛ ввійшли «Міннесота Вайлд» і «Колумбус Блю-Джекетс».

## Хокейний майданчик

Схема хокейного майданчика:
1.Штрафні кабіни;
2.Лави команд;
3.Суддівська зона

Матчі Національної хокейної ліги проводяться на прямокутному хокейному майданчику із закругленими кутами, оточеному високим парканом та прозорою захисною огорожею. Довжина льоду в НХЛ — 60,92 метра, ширина — 25,91 метра, хоча міжнародні європейські майданчики мають параметри: 60-61 метрів і 29-30 метрів, відповідно, тобто лід у НХЛ вужчий на 3-4 метри.
Лінія центру поділяє лід і використовується для встановлення порушення прокидання (англ. icing, рос. проброс, коли гравець викидає шайбу зі своєї зони так, що вона проходить через обидві сині лінії, центральну червону та воротарську лінію). Дві сині лінії ділять майданчик приблизно на третини, а сам лід — на дві нападні й одну нейтральну зони. На обох кінцях майданчика є вужча червона лінія воріт, що перетинає лід по ширині: вона допомагає арбітрам встановити, чи закинуто шайбу і порушення прокидання.
Нововведення в хокейному сезоні 2005–2006 — це трапецієподібний майданчик, накреслений позаду воріт: голкіперу дозволено водити шайбу лише в межах цього майданчика та перед лінією воріт. Якщо воротар володіє шайбою позаду лінії воріт та не на майданчику, то це вважається порушенням і голкіпер отримує вилучення на дві хвилини.

## Правила
Хоч НХЛ грає за загальними правилами хокейної гри, вони дещо відрізняються від правил, встановлених Міжнародною федерацією хокею на льоду (англ. International Ice Hockey Federation (IIHF)), як, наприклад, правила хокею на Олімпійських іграх. Порушення правил призводить, або до зупинки гри у випадку «офсайду» (англ. offside — положення поза грою) та прокидання, або до пенальті (англ. penalty — вилучення гравця з майданчика) у випадку серйозніших порушень.

### Офсайди
Протягом локауту 2004/05 лігою переглянуто деякі положення правил щодо «офсайдів» (англ. offside): прибрано правило щодо «офсайд-пасу», яке вимагало зупинення гри, якщо нападник, що отримує шайбу перетне блакитну лінію раніше, ніж шайба. Натомість відновлено пас «на дотик», тобто нападнику надано можливість уникнути свистка за умови, що він одразу повернеться в нейтральну зону — у цьому разі він залишиться в «онсайді» (англ. onside) та зможе продовжувати гру. Вважалося, що зміна підвищить результативність передач та надасть нападнику більше шансів, щоб закинути шайбу у ворота та підвищити рахунок — і, до речі, надасть грі більшої видовищності.

### Бійки
Серйозні зміни відбулися у правилах, які стосуються гравців, що розв'язують бійку. Гравець, який починає бійку в останні 5 хвилин матчу отримує дискваліфікацію на наступну гру. За кожний наступний такий інцидент, кількість матчів дискваліфікації подвоюватиметься.

### Буліти
Положення про післяматчеві буліти змінювалося під час локауту 2004/05 та сезону 2006-07.
Так, у першому випадку зміни стосувалися того, що виконуються три кидки трьома гравцями, порядок яких встановив тренер. Якщо ж після трьох кидків зберігається нічия, буліти продовжуються до переможного голу. Навіть якщо команда виграла за булітами з різницею більше ніж одна шайба, команда-переможець отримує у свій актив перемогу з різницею в одну шайбу.
У сезоні 2006/07 було встановлено, що команда-господар обирає порядок проведення післяматчевих булітів, у той час як до цього сезону гості починали першими.

### Введення допінг-контролю
У вересні 2005 року НХЛ та Асоціація гравців НХЛ (АГНХЛ) (англ. The National Hockey League Players' Association (NHLPA)) ввели спеціальну комісію, яка буде вести допінг-контроль. Комісія дискваліфікує гравця на 20 матчів за першу спробу, на 60 за другу та постійна дискваліфікація за третю.

## Призи та нагороди

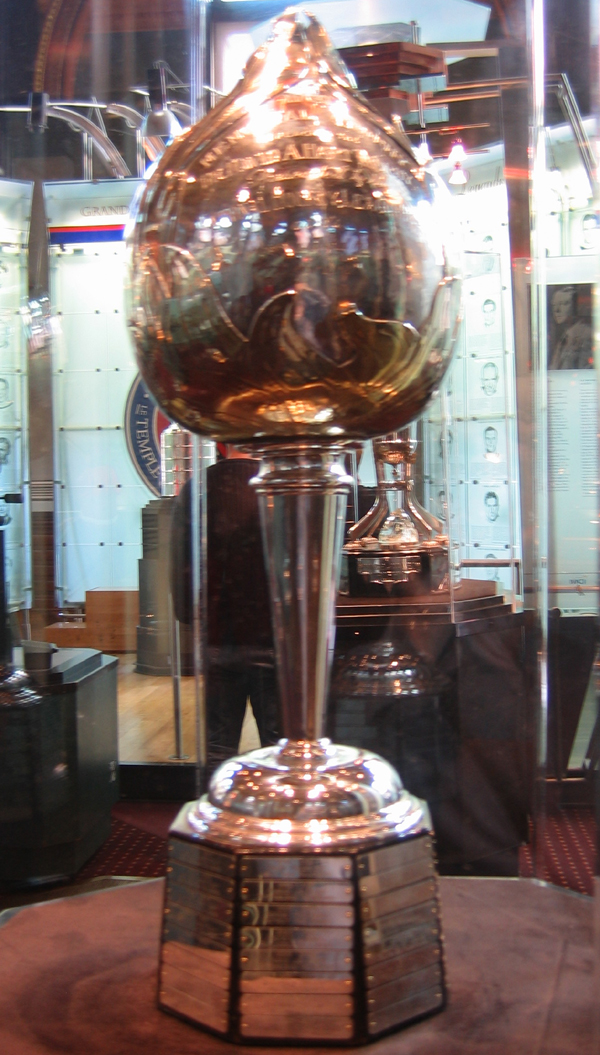
Меморіальний приз Харта у Залі хокейної слави

Національна хокейна ліга щорічно вручає декілька трофеїв. Найпрестижніший серед них — Кубок Стенлі, яким нагороджується переможець плей-оф Кубку. Команда, яка за результатом сезону набрала найбільшу кількість очок нагороджується Кубком Президента. Багато призів вручають за результатами статистичних показників гравців та голкіперів. Серед них «Приз Арт Росса», який вручають найкращому бомбардиру сезону (гол+пас), «Приз Моріса Річарда», яким нагороджують найкращого снайпера ліги та «Приз Вільяма Дженнінгса», який вручають воротареві, що пропустив найменше число голів в середньому за гру за підсумками регулярного сезону. За результатом сезону 2007/08 ці нагороди отримали: перші дві — Олександр Овєчкін із «Вашингтон Кепіталс», останню — Кріс Осгуд та Домінік Гашек (обидва з «Детройт Ред-Вінгс»).

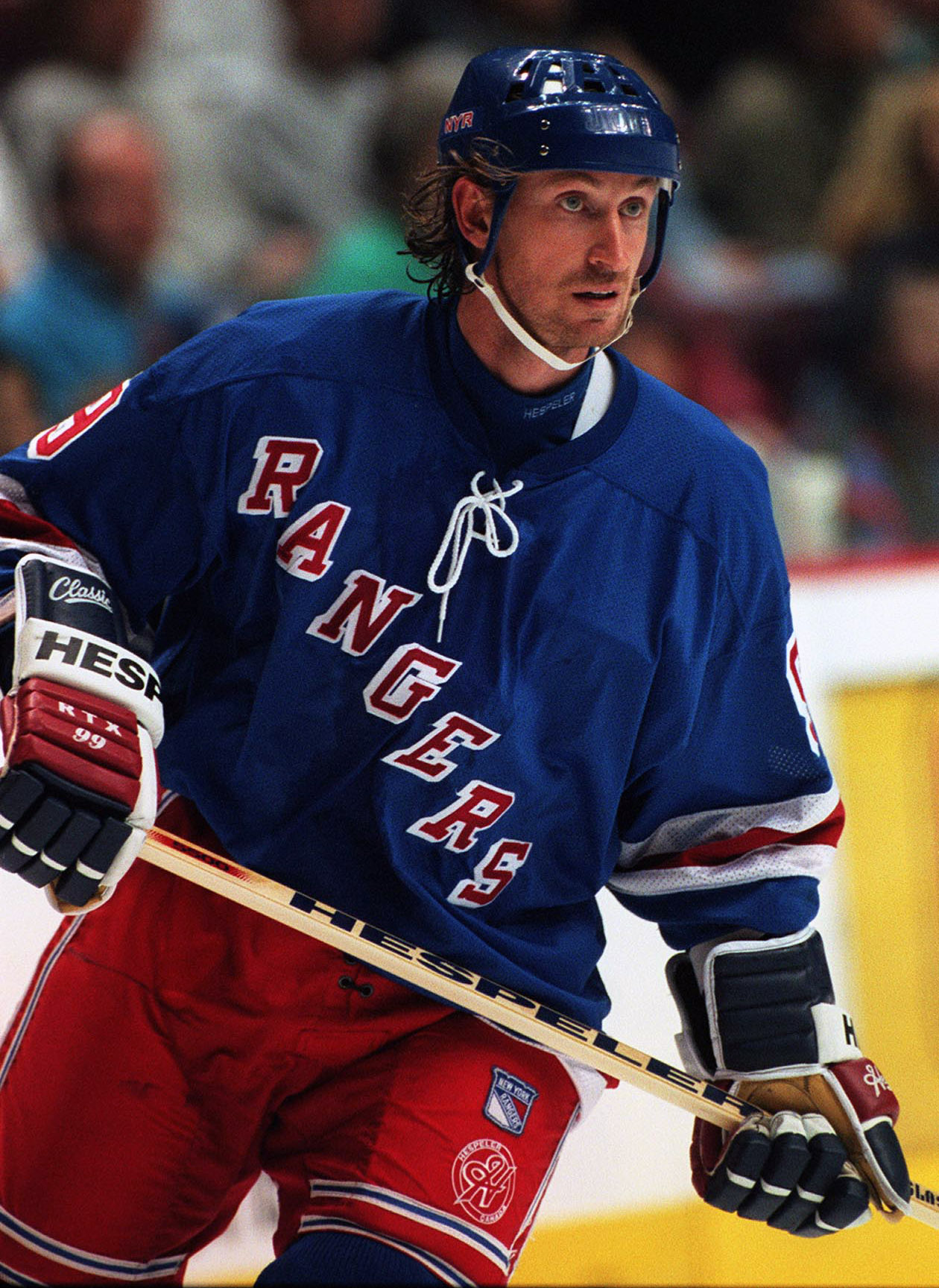
Вейн Гретцкі у формі «Нью-Йорк Рейнджерс» у 1997.

Лауреати інших індивідуальних призів визначаються голосуванням представництв Асоціації журналістів НХЛ у кожному з міст, де є клуби НХЛ чи головними тренерами команд. Найпрестижнішим індивідуальним призом є «Меморіальний приз Харта», який вручають найціннішому гравцеві команди. «Везина Трофі» вручають найкращому голкіперу сезону, а голосування проводиться серед головних тренерів команд. «Приз Джеймса Норріса» отримує найкращий захисник сезону, нагороду «Приз Колдера» — найкращий новий гравець. Новим гравцем може вважатися хокеїст, який до цього зіграв у НХЛ не більше ніж 25 матчів. «Меморіальний приз Леді Бінг» отримує гравець, який продемонстрував зразок чесної спортивної боротьби та джентльменської поведінки в поєднанні з високим рівнем гри. Всі ці нагороди вручають за результатом голосування представництв Асоціації журналістів НХЛ.
Також існують нагороди, які вручають за результатами плей-оф. «Приз Конна Сміта» вручають найціннішому гравцеві плей-оф. Найкращий тренер сезону, за версією Асоціації журналістів НХЛ, отримує «Нагороду Джека Адамса». НХЛ публікує імена трьох претендентів на кожний приз, а потім називає переможців на спеціальній церемонії нагородження.

### Зала слави хокею

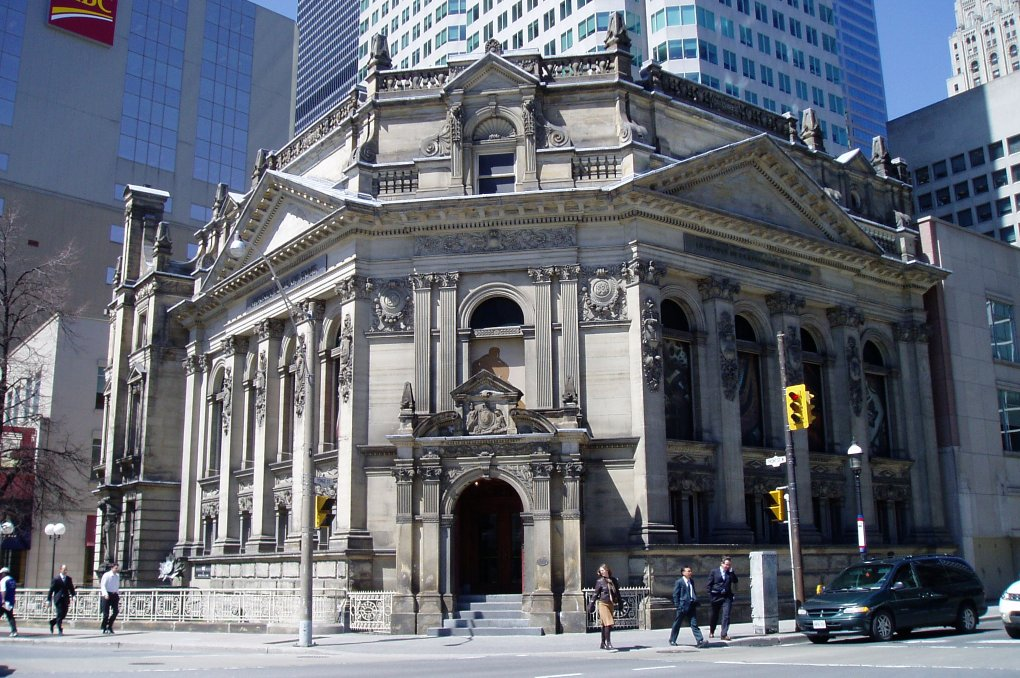
Зала хокейної слави

Гравці, тренери та офіційні особи, чия кар'єра була успішною, можуть бути обраними до Зали слави хокею. Гравець не може бути обраним протягом трьох років після завершення хокейної кар'єри. Якщо ж досягнення гравця вважаються досить вагомими, то є можливим додання до Зали слави протягом трьох років. Вейн Гретцкі у 1999 році став останнім гравцем, якого обрали до закінчення цього терміну.
Зала хокейної слави знаходиться у Торонто в будівлі «BCE Place». Вона заснована 1943 року. Перші 12 гравців потрапили туди вже у 1945 році. За більш ніж 60 років, які минули відтоді, до зали введено більше ніж 300 гравців, тренерів, журналістів та ін.

### Командні
- Кубок Стенлі (1893 — дотепер): Нагороджується переможець плей-оф НХЛ. 1919 року кубок не розігрувався через епідемію, а у 2005 році через локаут.
- Приз принца Уельського (1924 — дотепер): Нагороджується команда, яка пройшла у фінал плей-оф від Східної конференції.
- Приз Кларенса С. Кемпбела (1968 — дотепер): Нагороджується команда, яка пройшла у фінал плей-оф від Західної конференції.
- Кубок Президента (1986 — дотепер): Нагороджується клуб, який закінчив регулярний сезон з найкращими показниками (за очками).
- Приз О'Брайна (1910–1950): Нагороджувався переможець плей-оф НХА та НХЛ (1910-23), чемпіон Канадського дивізіону (1927-38), а потім фіналіст Кубку Стенлі (1939-50).

### Індивідуальні
У дужках рік заснування призу

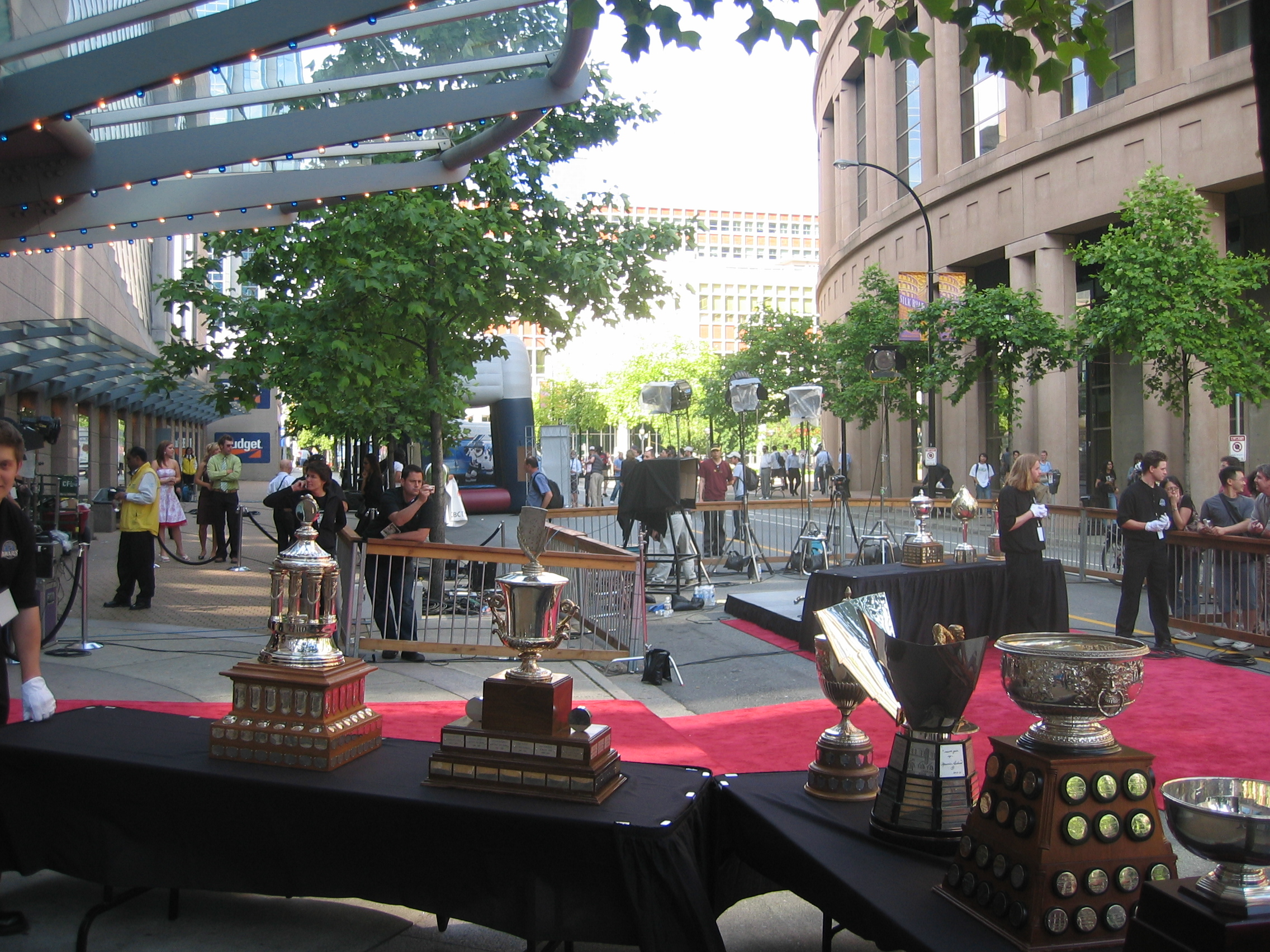
Трофеї НХЛ під час нагородження у 2006 році.

- Меморіальний приз Харта (1924): Нагороджується гравець, який зробив найбільший внесок для своєї команди у регулярному чемпіонаті.
- Меморіальний приз Леді Бінг (1925): Нагороджується гравець, який продемонстрував зразок чесної спортивної боротьби та джентльменської поведінки в поєднанні з високим рівнем гри.
- «Везина Трофі» (1927): Нагороджується голкіпер, який зіграв у регулярному чемпіонаті не менше 25 матчів та продемонстрував найкращу гру серед усіх конкурентів.

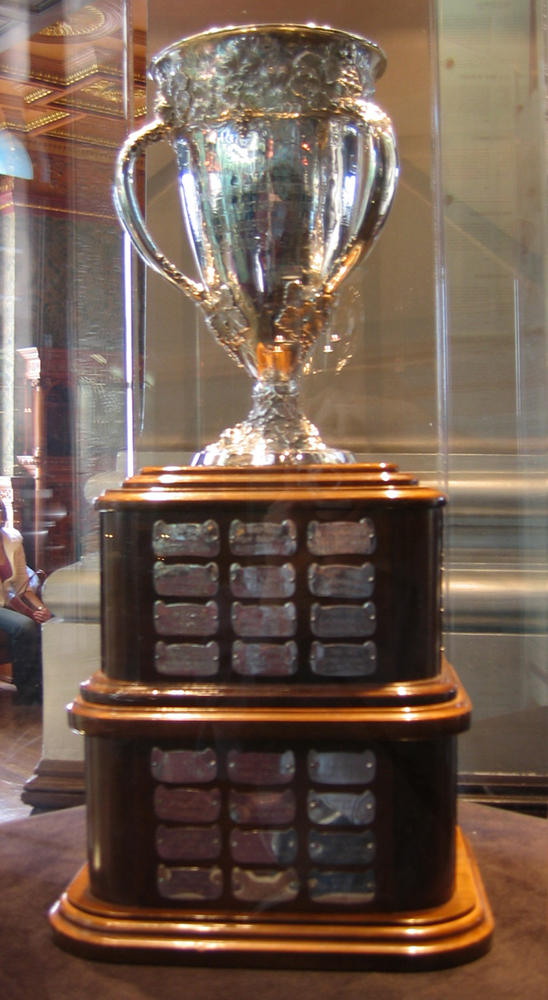
Приз Колдера

- Пам'ятний трофей Колдера (1937): Нагороджується гравець, який найяскравіше проявив себе серед тих, хто проводить свій перший сезон у складі клубу НХЛ.
- Приз Арт Росса (1948): Нагороджується гравець, який набрав найбільшу кількість очок за системою гол+пас у регулярному чемпіонаті.
- Приз Джеймса Норріса (1954): Нагороджується захисник, який проявив найвищий рівень майстерності, граючи на своїй позиції протягом всього сезону.
- Приз Конна Сміта (1965): Нагороджується гравець, який найкраще проявив себе у іграх плей-оф.

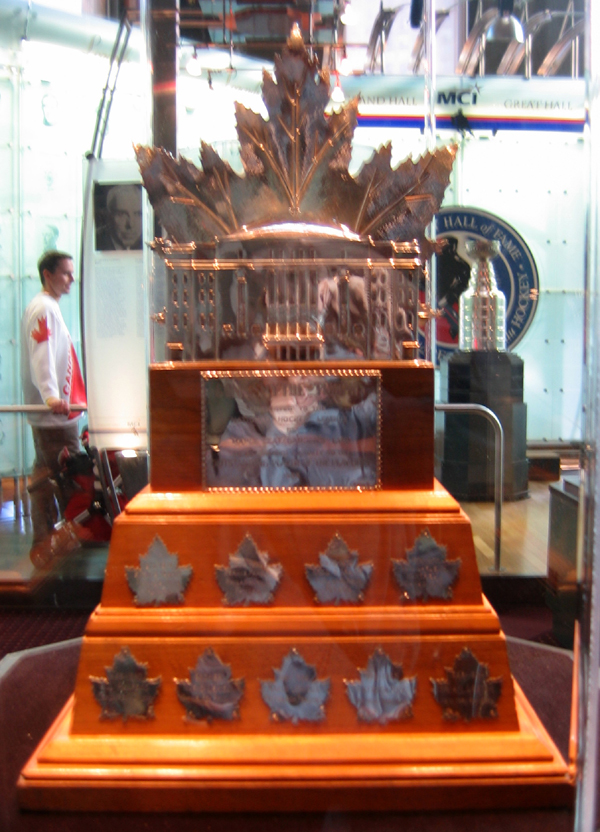
Приз Конна Сміта

- Трофей Лестера Патрика (1966): Нагороджується хокейний діяч (гравець, тренер, суддя тощо) за внесок до розвитку хокею з шайбою у США.
- Приз Білла Мастерсона (1968): Нагороджується гравець, який проявив високий рівень спортивної майстерності та відданість хокею.
- Нагорода Лестера Пірсона (1971): Нагороджується гравець, найкращий за думкою самих хокеїстів. Приз запроваджений Асоціацією гравців НХЛ, на честь Лестера Пірсона, експрем'єр-міністра Канади.
- Нагорода Джека Адамса (1974): Нагороджується тренер, який зробив найбільший внесок в успіхи своєї команди за версією Асоціації журналістів НХЛ.
- «Приз Френка Дж. Селкі» (1978): Нагороджується нападник, який найкраще проявив себе в обороні
- «Вільям М. Дженнінгс Трофі» (1982): Нагороджується голкіпер, який пропустив найменшу кількість голів за результатами регулярного сезону.

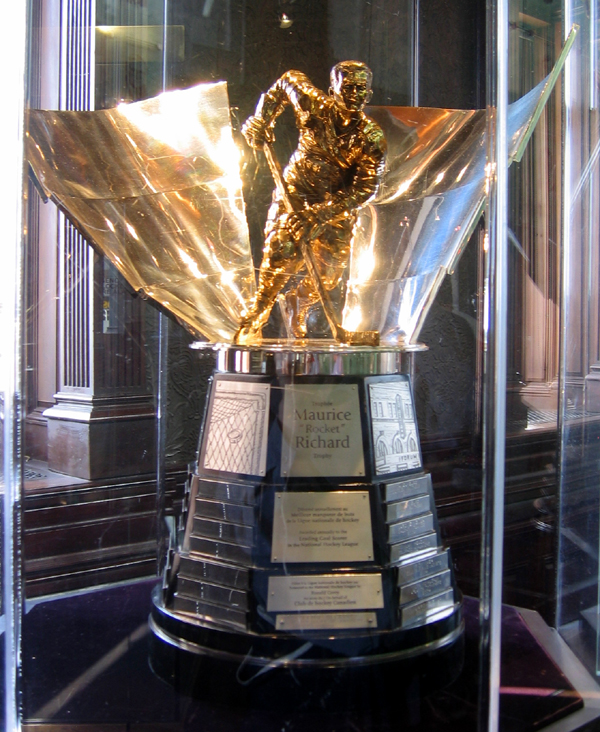
Приз Моріса Річарда

- Приз НХЛ плюс/мінус (1983): Нагороджується гравець, з найкращим показником «плюс-мінус» за результатами регулярного сезону.
- Приз Кінга Кленсі (1988): Нагороджується гравець, який є прикладом для партнерів на льоду та поза ним, та бере активну участь у суспільному житті.
- Моріс Рішар Трофі (1999): Нагороджується гравець, який закинув найбільшу кількість шайб серед усіх гравців НХЛ за результатами регулярного сезону.
- «Нагорода Роже Крозьє» (2000): Нагороджується воротар, з найвищим відсотком відбитих кидків.

## Український доробок у НХЛ

«Ukr-line» — Вік Стасюк, Бронко Хорват й Джонні Буцик

Чимало українців прославили історичну батьківщину своїми досягненнями у НХЛ. Так, славнозвісний Вейн Гретцкі — «найкращий хокеїст усіх часів та народів» — має коріння в Україні та Білорусі. Проте, більшість істориків дослідників НХЛ точно не знають, якій країні приписати гравця. Самого хокеїста, який має родичів з Могильова та Підгайців (Тернопільська область), це абсолютно не цікавить: у своїх мемуарах він називає себе справжнім канадцем, проте згадує колискову незнайомою мовою (українській чи білоруській), яку йому співала бабуся.
Також мати першого хокеїста-ескімоса Нордіна Туту походженням із України.
Окрім цих прикладів, є багато гравців, які свого коріння не приховують — і пишаються ним. Серед таких можна виділити легендарне тріо клубу «Бостон Брюїнс» «Ukr-line» — Вік Стасюк, Бронко Хорват й Джонні Буцик, які виступали за команду у другій половині 50-х років. Такі польові гравці як Воллі Становскі, Майк Боссі (Босий), Біл Мосієнко, Бернард Федерко та Дейл Хаверчук знаходяться у Залі хокейної слави. До них приєдналися і двоє гравців «Ukr-line» Бронко Хорват і Джонні Буцик. Незабаром у Залі слави має з'явитися пам'ять про ще одного українського канадця — Дейва Андрійчука. Він чинний рекордсмен ліги за кількістю шайб, закинутих у більшості.

Біл Мосієнко з трьома шайбами та ключкою.

Біл Мосієнко поставив рекорд, забивши три шайби за 21 секунду. Це сталося у легендарному «Медісон-сквер-гарден», коли його «Чикаго Блекгокс» на виїзді обіграли «Нью-Йорк Рейнджерс»: понині в Залі слави зберігаються його ключка та ті ж три шайби.
Майк Боссі із «Нью-Йорк Айлендерс», хоч недовго грав у НХЛ, вважався одним із найкращих хокеїстів свого часу. Михайло Босий забивав понад 50 шайб дев'ять років поспіль. Цього не зміг зробити навіть Вейн Грецкі.
Відома трійка голкіперів Террі Савчук (грав за «Детройт Ред-Вінгс» мав прізвисько «Юкі» за те, що дуже пишався Україною), Джоні Бовер (його нарекли прізвиськом «китайський мур» — грав за «Торонто Мейпл-Ліфс») та Волтер Брода (грав за «Торонто Мейпл-Ліфс», мав прізвисько «Індик», тому що в дитинстві він мав багато веснянок, і однолітки дражнили його «яйцем індика», а коли він ставав злим, то його шия червоніла) також посідає почесне місце у Залі слави. Їхня статистика вражає: 2432 гри, 1186 перемог, 379 нічиїх, 805 поразок, 170 «сухих» матчів (з них 115 — на рахунку Террі Савчука, досі не побитий рекорд), 2.47 пропущених у середньому шайб за гру.
Окрім десятьох гравців, які потрапили до Зали слави, можна відзначити талановитих форвардів Браяна Беллоуза, Грега Поліса, Майка Крушельницькі, Ореста Кіндрачука, Стена Смила, а також захисника Дейва Семенка, відомого тафгая, який тривалий час був «тілоохоронцем» Вейна Гретцкі.
Уродженець Києва Дмитро Христич грав 12 років у НХЛ (до 2002 року). Він брав участь у матчах всіх зірок НХЛ 1997 та 1999 років — у другому матчі був єдиним, який офіційно представляв Україну в команді двадцяти чотирьох світових зірок. Христич був членом першої чоловічої Олімпійської збірної України 2002 року.
Також 12 сезонів провів у лізі уродженець Києва Руслан Федотенко. Федотенко забив єдині два голи у вирішальній грі фіналу Кубка Стенлі в 2004 році за «Тампа-Бей Лайтнінг». З 2000 по 2013 в різних командах виступав уродженець Києва Олексій Понікаровський. 18 років провів у лізі захисник Олексій Житник, з них 10 — у «Баффало Сейбрс», ставши лідером команди.
За 83 сезони українці провели 28 714 матчів, закинули в них 7 310 шайб, зробили 11 037 результативні передачі, в сумі набрали 18 347 очок (в середньому по 0,639 очка за гру), просиділи на лавці штрафників 19 958 хвилин (в середньому по 0,7 хвилини за гру).

### Хокеїсти українського походження
- Дейв Андрейчук
- Джоні Бовер
- Майк Боссі
- Волтер «Турк» Брода
- Джонні Буцик
- Стів Коновальчук
- Майк Крушельницький
- Ерік Нестеренко
- Террі Савчук
- Дейв Семенко
- Воллі Становскі
- Кіт Ткачук
- Берні Федерко
- Дейл Гаверчук

### Хокеїсти-українці НХЛ
- Руслан Федотенко
- Олексій Понікаровський
- Олексій Міхнов
- Антон Бабчук
- Дмитро Христич
- Олександр Годинюк
- Олексій Житник
- Микола Жердєв
- Сергій Варламов
- Олег Твердовський
- Віталій Вишневський
- Денис Швидкий